# Arundhati Roy
Pour les articles homonymes, voir Roy.
Ne doit pas être confondu avec Anuradha Roy.
Œuvres principales
- Le Dieu des Petits Riens (1997)
- Le Ministère du Bonheur suprême (2017)

Arundhati Roy (née le 24 novembre 1961 à Shillong en Inde) est une écrivaine et militante indienne. Elle est notamment connue pour son roman Le Dieu des Petits Riens, qui lui a valu le prix Booker en 1997 et a été cité par le New York Times et le Guardian comme l'un des livres les plus remarquables de l'année, ainsi que pour son engagement en faveur de l'écologie, des droits humains, de l'altermondialisme, de la réduction des inégalités et de la dignité humaine. D'inspiration chrétienne, sa réflexion littéraire s'interroge notamment sur les questions de l'amour universel et de la justice sociale.
Elle a également travaillé ponctuellement pour le cinéma et la télévision, comme scénariste et actrice.
Selon le New Yorker, elle est considérée comme l'un des 20 auteurs anglo-saxons les plus significatifs du XXIe siècle.

## Biographie
Arundhati Roy est née en Inde, à Shillong, au sein d'une famille et d'un environnement chrétiens, dans l'État d’Assam. Sa mère, Mary Roy, est une chrétienne de saint Thomas (chrétienne syriaque malayalie) et militante des droits des femmes, originaire du Kerala. Son père est Rajib Roy, bengali hindou originaire de Calcutta et gestionnaire d'une plantation de thé. Ses parents divorcent quand elle a deux ans et elle retourne vivre avec sa mère et son frère au Kerala, dont elle se considère ainsi originaire.
N'étant pas les bienvenus à cet endroit, ils déménagent chez le grand-père maternel de Roy à Ooty, au Tamil Nadu. Lorsqu'elle a cinq ans, la famille retourne au Kerala, où sa mère fonde une école.
Arundhati Roy fréquente l'école Corpus Christi de Kottayam, puis la Lawrence School de Lovedale (en), au Tamil Nadu. Elle étudie ensuite l'architecture à l'École d'aménagement et d'architecture (en) de Delhi, où elle rencontre l'architecte Gerard da Cunha. Roy et da Cunha vivent ensemble à Delhi, puis à Goa, avant de se séparer. Roy retourne alors à Delhi, où elle obtient un poste à l'Institut national des Affaires urbaines (en). En 1984, elle écrit le scénario du film Massey Sahib en collaboration avec le réalisateur Pradip Krishen, qui deviendra son mari. Ils collaborent ensuite sur une série télévisée qui porte sur le mouvement pour l'indépendance de l'Inde et sur deux films, In Which Annie Gives It Those Ones et Electric Moon. Déçue par le monde du cinéma, Roy enchaîne plusieurs emplois et se sépare de Krishen.
Son roman Le Dieu des Petits Riens, publié en 1997, lui permet de poursuivre sa carrière d'écrivaine.

## Œuvres

### Cinéma
Au début de sa carrière, Arundhati Roy travaille pour la télévision et le cinéma. Elle écrit les scénarios de In Which Annie Gives It Those Ones en 1989, un film basé sur ses propres expériences en tant qu'étudiante en architecture et dans lequel elle apparaît, et de Electric Moon en 1992, les deux étant réalisés par son mari de l'époque Pradip Krishen. Elle reçoit le Lotus d'argent du meilleur scénario pour In Which Annie Gives It Those Ones.
En 1994, Roy critique La Reine des bandits de Shekhar Kapur, un film basé sur la vie de Phoolan Devi. Dans sa critique, intitulée The Great Indian Rape Trick, elle s'interroge sur le droit de « rejouer le viol d'une femme encore en vie sans sa permission » et accuse Kapur d'utiliser Devi et de représenter sa vie de manière inexacte,.

### Le Dieu des Petits Riens
Arundhati Roy commence à écrire son premier roman, Le Dieu des Petits Riens (The God of Small Things) en 1992. Elle le termine en 1996. Le livre est inspiré de sa vie et une grande partie est basée sur son enfance au Kerala.
La publication du Dieu des Petits Riens rend Roy célèbre à travers le monde. Le livre reçoit le prix Booker en 1997 et fait partie de la liste des livres remarquables du New York Times la même année. Le livre est également un succès commercial : publié en mai, il est vendu dans 18 pays dès juin et atteint la quatrième place sur la New York Times Best Seller list pour la fiction indépendante.

### Le Ministère du Bonheur Suprême
En raison de son lieu de publication et des enjeux qui y sont liés, le livre passe pratiquement inaperçu dans le monde littéraire français. Pourtant, les rares critiques francophones sont globalement très favorables,,,.

## Militantisme et analyses politiques
Arundhati Roy est aussi connue pour son activisme pacifiste et ses multiples combats « pour l’environnement, le droit foncier des autochtones, la cause indépendantiste du Cachemire et contre le fondamentalisme hindou ». Son premier essai, intitulé The End of Imagination (La Fin de l'imagination), était une réaction aux tests nucléaires indiens de Pokharan au Rajasthan. Suivront The Greater Common Good (Le plus grand bien commun), contre la politique des grands barrages menée par le gouvernement indien, et The Reincarnation of Rumpelstiltskin (La réincarnation de Rumpelstiltskin), qui analyse la privatisation des canaux de distribution de choses essentielles comme l'eau et l'électricité.
Elle défend l'idée d'après-développement et a participé à sa conceptualisation. Ainsi elle a participé à plusieurs forums sociaux, notamment celui de Mumbai (2004).
En mars 2002, elle est condamnée par la Cour suprême indienne pour avoir dénoncé la décision de justice autorisant la construction d'un barrage sur la Narmadâ, condamnation symbolique d'un jour de prison et de 2000 roupies (35 € au cours de février 2004).
En 2004, Roy reçut le prix Sydney de la Paix pour son engagement dans des campagnes sociales et son appui au pacifisme. En 2005, elle participa au Tribunal mondial sur l'Irak.
Le 29 mars 2010, le magazine indien Outlook publie le récit de sa visite dans les zones contrôlées par la guérilla naxalite. Ce récit qui veut apporter au public les raisons de cette lutte connaît un écho national et international. Bien qu'elle-même ne partage pas le projet politique et les méthodes des insurgés maoïstes, elle a été durement critiquée par la plupart des médias indiens. Son domicile a été attaqué par des membres de la branche féminine du Bharatiya Janata Party (BJP, nationalistes hindous). Le 7 mai, le ministère de l’Intérieur indien et la police de l’État du Chhattisgarh annoncent avoir enregistré une plainte contre l'auteure, pour violation des dispositions du CSPSA (loi spéciale de sécurité publique du Chhattisgarh).
Dans son livre The End of Imagination, elle soutient qu'un grand nombre d'organisations non gouvernementales sont des instruments utilisés par les gouvernements occidentaux, la Banque mondiale, l'ONU et certaines compagnies multinationales pour neutraliser la résistance au néolibéralisme.
Le 5 mai 2021, dans le contexte de la crise sanitaire liée à la pandémie de Covid-19, particulièrement grave en Inde, elle publie un appel invitant le Premier ministre Narendra Modi à démissionner pour céder la place à un gouvernement d'union compétent pour gérer l'urgence sanitaire,.
En juin 2024, le vice-gouverneur de New Delhi, Vinai Kumar Saxena (en), autorise son inculpation (et celle de Sheikh Showkat Hussain (en)) selon la loi sur la prévention des activités illégales (dite UAPA Law), une loi anti-terroriste. La plainte concerne des propos tenus en 2010 dans lesquels elle considère que la région du Cachemire ne fait pas partie intégrante de l'Inde,.
Pour son engagement politique (sur les attaques contre les droits de l'homme en Inde, sur les problèmes environnementaux, sur la guerre et le capitalisme) et la qualité de son travail littéraire, elle reçoit le Prix PEN Pinter (en) en 2024.

## Œuvres

### Traductions en français
- Romans
  - Arundhati Roy (trad. Claude Demanuelli), Le Dieu des Petits Riens [« The God of Small Things »], Gallimard, 1997, 386 p. (ISBN 978-2-07-074797-9)
  - Arundhati Roy (trad. de l'anglais par Irène Margit), Le Ministère du Bonheur suprême : roman [« The Ministry of Utmost Happiness »], Paris, Gallimard, 2018, 535 p. (ISBN 978-2-07-272732-0, BNF 45426918)

- Essais
  - Arundhati Roy (trad. Claude Demanuelli), Le Coût de la vie, Paris, Gallimard, coll. « Arcades », 1999, 163 p. (ISBN 978-2-07-075728-2)
  - Arundhati Roy (trad. Frédéric Maurin), Ben Laden, secret de famille de l'Amérique, Gallimard, coll. « Hors série Connaissance », 2001, 32 p. (ISBN 978-2-07-076470-9, lire en ligne)
  - Arundhati Roy (trad. de l'anglais par Claude Demanuelli), L'Écrivain-militant, intégralité des essais et articles politiques écrits depuis 1998, Paris, Gallimard, 2003, 389 p. (ISBN 978-2-07-030281-9, BNF 39090898)
  - Arundhati Roy (trad. de l'anglais par Claude Demanuelli), La Démocratie : notes de campagne, Paris, Gallimard, coll. « Du Monde Entier », 2011, 345 p. (ISBN 978-2-07-012661-3, BNF 42374016)
  - Arundhati Roy (trad. de l'anglais par Juliette Bourdin), Capitalisme : une histoire de fantômes, Paris, Gallimard, coll. « Hors série Connaissance », 13 octobre 2016, 147 p. (ISBN 978-2-07-011748-2, BNF 45145358)
  - Arundhati Roy (trad. de l'anglais par Juliette Bourdin, Claude Demanuelli, Irène Margit et Frédéric Maurin), Mon cœur séditieux : Essais, Paris, Gallimard, coll. « Du monde entier », 2019, 1056 p. (ISBN 978-2-072-84459-1)
  - Arundhati Roy (trad. de l'anglais par Irène Margit), Azadi. Liberté - Fascisme - Fiction, Gallimard, 2021, 288 p. (ISBN 978-2-072-92066-0)
  - Arundhati Roy (trad. de l'anglais), Aucun d'entre vous ne doit prétendre qu'il ne savait pas, Gallimard, 2024 (ISBN 978-2-073-06158-4)

- Articles
  - Assiéger l’Empire
  - Les périls du tout-humanitaire
  - Le monstre dans le miroir, 15 décembre 2008 sur http://anti.mythes.voila.net/evenements_histoire/inde/arundhati_roy_15_12_08.pdf et http://divergences.be
  - Ma marche avec les camarades, récit de son séjour chez les guérilleros naxalites, publié le 19 mars 2010 dans Outlook Magazine (texte original, en anglais)

### Ouvrages en anglais
- The God of Small Things, Flamingo, 1997, 339 p. (ISBN 978-0-00-655068-6)
- The End of Imagination, D.C. Books, 1998, 53 p. (ISBN 978-81-7130-867-5)[21]
- The Cost of Living, Flamingo, 1999, 126 p. (ISBN 978-0-375-75614-6)
- The Greater Common Good, Bombay, India Book Distributor, 1999, 76 p. (ISBN 978-81-7310-121-2)[22]
- (en) The Algebra of Infinite Justice, Londres, Flamingo, 2002, 305 p. (ISBN 978-0-00-714949-0, BNF 38935044)
- Power Politics. Cambridge, South End Press, 2002, 182 p. (ISBN 978-0-89608-668-5)
- War Talk. Cambridge, South End Press, 2003, 142 p. (ISBN 978-0-89608-724-8, présentation en ligne)
- Foreword to Noam Chomsky, For Reasons of State, 2003, 440 p. (ISBN 978-1-56584-794-1)
- An Ordinary Person's Guide To Empire, Consortium, 2004, 156 p. (ISBN 978-0-89608-727-9, présentation en ligne)
- David Barsamian, Public Power in the Age of Empire, Seven Stories Press, 2004, 59 p. (ISBN 978-1-58322-682-7, présentation en ligne)
- The Checkbook and the Cruise Missile : Conversations with Arundhati Roy, Cambridge, South End Press, 2004, 178 p. (ISBN 978-0-89608-710-1, présentation en ligne)
- Introduction to 13 December, a Reader : The Strange Case of the Attack on the Indian Parliament, New Delhi, New York, Penguin, 2006 (ISBN 978-0-14-310182-6)
- The Shape of the Beast : Conversations with Arundhati Roy, New Delhi, Penguin, Viking, 2008, 271 p. (ISBN 978-0-670-08207-0, présentation en ligne)
- Listening to Grasshoppers : Field Notes on Democracy, New Delhi, Penguin, Hamish Hamilton, 2009, 252 p. (ISBN 978-0-670-08379-4, présentation en ligne)
- We Are One : A Celebration of Tribal Peoples, 2009
- The Doctor and the Saint, an introduction to B. R. Ambedkar's "Annihilation of Caste", Londres et New-York, Verso, 2014, 415 p. (ISBN 978-1-78168-831-1)
- Collection of essays: The End of Imagination, he Greater Common Good, Power Politics, The Ladies Have Feelings, So..., The Algebra of Infinite Justice, War is Peace, Democracy, War Talk, et Come September.
- The Ministry of Utmost Happiness, Penguin India, 2017

## Hommage
Sur l'album Ce que l'on sème de Tryo, le morceau Mrs Roy, écrit et composé par Christophe Mali, lui est dédié.